# Kazuhito Kikuchi
Kazuhito Kikuchi (菊池一仁 Kikuchi Kazuhito?,  15 de octubre, 1977) es un músico y compositor japonés, originario de la ciudad de Tokio.
Se hizo reconocido principalmente por sus trabajos como compositor para artistas del sello Avex como Ayumi Hamasaki y Every Little Thing. Por sus trabajos en esta área ha ganado dos Japan Record Awards, en el 2001 y el 2004.
Desde el 2001 al 2005 también fue integrante del dueto BREATH junto con el cantante Takuya Kanatsuki.

## Composiciones
1998
- BE FREE / TRF
- embrace / TRF
- over / V6
- Depend on you / Ayumi Hamasaki

1999
- As if... / Ayumi Hamasaki
- WHATEVER / Ayumi Hamasaki
- Believe Your Smile / V6
- 自由であるために / V6
- as A person / Tomomi Kahala
- I'M HAPPY MAN / Coming Century
- be honest / Tomomi Kahala
- appears / Ayumi Hamasaki
- immature / Ayumi Hamasaki
- Who... / Ayumi Hamasaki
- Brand New Love / TRINITY
- Future / Tomomi Kahala
- my family / Tomomi Kahala
- Don't Wanna Scape / Tomomi Kahala

2000
- access to love / dream
- Believe In Future ～真夜中のシンデレラ～ / Tomomi Kahala
- Heart on Wave / dream
- Breakin'out / dream
- Why not? Why so? / TRINITY
- vogue / Ayumi Hamasaki
- Far away / Ayumi Hamasaki
- SURREAL / Ayumi Hamasaki
- True Love Story / Hiromi Go & Seiko Matsuda
- さよならのKISSを忘れない / Hiromi Go & Seiko Matsuda
- Reality＞Eternity / Hiroko Anzai
- TAKE BACK / Kumi Kōda

2001
- fragile / Every Little Thing
- Time Over / TRINITY
- sincerely / dream
- カトレア / dream
- Necessary / Hiroko Anzai
- Trust Your Love / Kumi Koda
- BREATH / BREATH
- Kiseki no Hajimari (キセキのはじまり?) / V6
- Hitomi ni Kugizuke (瞳にくぎづけ?) / BREATH
- yourself / BREATH
- Heart Is Never Break Out / Hiroko Anzai
- Your Song / Hiroko Anzai

2002
- Yourself / dream
- New Days / Kana Tachibana
- walk / Kumi Koda
- Kiwoku (キヲク?) / Every Little Thing
- GLORY -Kimi ga Iru Kara- (GLORY -君がいるから-?) / Takako Uehara
- SINCERELY -ever dream- / dream
- UNSPEAKABLE / Every Little Thing
- Room (ルーム?) / Every Little Thing
- nostalgia / Every Little Thing

2003
- Ima moshi Kimi no Kokoro ni Boku ga Inakute mo (今もし君の心に僕がいなくても?) / BREATH
- Wonderful day / BREATH
- SOLITUDE / Ruppina
- I Love You (アイ・ラブ・ユー?) / BREATH
- Bridge / BREATH
- Tenderness / BREATH
- Mary Jane / BREATH
- Warmness / BREATH
- Fall in Love / BREATH
- Amai Kiss (甘いキッス?) / BREATH
- 渚に消えた恋 / BREATH
- spin / BREATH
- 重ねてく世界 / BREATH
- i / Ruppina
- Shiawase no Fūkei (しあわせの風景?) / Every Little Thing
- O'ver / EXILE

2004
- 八千代ノ風 / Rin'
- Message / BREATH
- 君を待ち続けていた / BREATH
- Chance! / BREATH
- つぼみ / BREATH
- Beauty／BREATH / BREATH
- プロローグ / BREATH
- 恋物語 / BREATH
- Darlin' / BREATH
- 君がいる家 / BREATH
- Girls & Boys / BREATH
- 満月 / BREATH
- 1 ROOM / BREATH
- あれから、そしてこれからも... / BREATH
- キミに伝わるまでは / Aiko Ikuta
- in the name of love / Ruppina
- Why? / Ruppina
- 美貌の國 / Rin'
- いえないコトバ / Aiko Kayo

2005
- About You / Ayumi Hamasaki
- Replace / Ayumi Hamasaki
- Y ～恋時々涙～ / BREATH
- Be with you / BREATH
- HEAVEN / Ayumi Hamasaki
- Sweet Voice / Ami Suzuki
- with you / Ami Suzuki
- I'm alone / Ami Suzuki
- Crystal / Ami Suzuki
- Carry out / Ami Suzuki

2006
- careless breath / EXILE
- 旅立ちの翼 / V6
- Beautiful Fighters / Ayumi Hamasaki
- 彩鈴王 / Yeahh!!
- 碎碎念 / Show Luo

2007
- 蒼き狼 / mink
- 愛的勇氣 / 頼雅妍
- Yureru (ゆれる?) / JONTE
- Koi wo Shiteiru (恋をしている?) / Every Little Thing
- Ashita e no Sanka (明日への讃歌?) / alan
- Sakura Modan (桜モダン?) / alan

## Premios
- 2001 - Japan Record Award por composición en "fragile" de Every Little Thing.
- 2004 - Japan Record Award por composición en "Kiwoku" de Every Little Thing.

- Datos: Q3130818